# Nell Tiger Free
Pour les articles homonymes, voir Free.
Nell Tiger Free, née le 13 octobre 1999 à Kingston upon Thames (Londres), est une actrice et chanteuse britannique. Elle commence sa carrière en 2012 dans les films Broken et Mr Stink (film) (en).
Elle est notamment connue pour ses rôles dans les séries télévisées Game of Thrones (dans le rôle de Myrcella Baratheon), Too Old to Die Young et Servant.

## Biographie
Nell Tiger Free est née à Kingston upon Thames (Londres) le 13 octobre 1999. Son père travaille dans le secteur du recrutement et sa mère est professeur de yoga. Elle a une soeur aînée. Elle explique l'origine de son deuxième prénom, Tiger (tigre, en français) ainsi : "Être enceinte de moi, c'était comme porter un tigre. Je suppose que c'était intense et que j'étais très agitée là-dedans.",
Nell a étudié à la Teddington School (en). Elle a débuté la comédie en se rendant à des cours de théâtre le samedi, où elle a été repérée pour passer sa première audition. Elle explique : "Je rendais ma mère folle. J'avais beaucoup trop d'énergie pour une enfant de 11 ans. Alors elle m'a inscrite à un club où je pouvais courir partout, chanter, danser et jouer."

## Carrière

### 2012 – 2018: Les débuts
Nell Tiger Free commence sa carrière en 2012 avec des petits rôles à la télévision dans le téléfilm Mr Stink, la série Les Enquêtes de Morse et dans le drame initiatique britannique Broken. En 2014, elle est choisie pour interpréter Myrcella Baratheon dans la série Game of Thrones, en remplacement de Aimee Richardson,. Avant son audition, elle n'avait jamais regardé la série. Elle décrit ainsi son rôle : "Je pense que c'est le rêve de toutes les filles de jouer une princesse et les robes étaient fantastiques."
Nell a joué dans le film Wonderwell (en). Elle y partage l'affiche avec Carrie Fisher, dans son dernier rôle avant sa mort en 2016. Le film est sorti en 2023. En 2017, elle rejoint le casting de la série Too Old to Die Young, créée par Nicolas Winding Refn.

### 2019 – aujourd'hui: La révélation
En août 2018, Nell Tiger Free décroche le rôle de Leanne Grayson dans la série Servant, créée par M. Night Shyamalan. La série a rencontré un large succès critique, et a notamment été plébiscitée par Stephen King. Sa prestation est saluée, tout comme celles des deux autres stars Lauren Ambrose et Rupert Grint.
Nell s'est ensuite tournée vers le cinéma avec le film Life on Mars en 2021, où elle joue la version plus âgée du personnage interprété par Brooklyn Prince, dont la famille fait partie des premiers humains à coloniser la planète Mars. Le film a été présenté en avant-première au Festival du film de Tribeca.
En août 2022, elle est retenue pour le rôle de Margaret dans le film La Malédiction : L'Origine, sorti en 2024,. Ce long-métrage marque son premier rôle principal au cinéma. En 2024, elle déclare : "Cela ne fait aucun doute que l'influence de M. Night Shyamalan m'a porté pour me permettre de jouer ce genre de personnages. Je dis toujours que je n'aurais certainement pas pu jouer Margaret quand j'avais 19 ans. Je n'aurais pas pu me présenter sur le tournage et livrer la juste prestation que, j'espère, je donne aujourd'hui."

## Vie privée
Nell Tiger Free est amie avec Sebastian Croft, avec qui elle partage l'affiche dans la série Game of Thrones et le film Wonderwell.
Elle poste des reprises et chansons originales sur son compte Instagram,. Elle a fait partie d'un groupe, Your Parents. Nell a sorti sa première chanson en tant qu'artiste solo, "Do I Just Keep Making Things Worse?" le 25 octobre 2024. Son premier EP, "Worst Day Of Her Life (so far)", est sorti en 2025.

## Filmographie
Sauf indication contraire, les informations mentionnées dans cette section peuvent être confirmées par la base de données cinématographiques IMDb,  présente dans la section « Liens externes ».

### Cinéma
- 2012 : Broken de Rufus Norris : Anna
- 2021 : Life on Mars de Wyatt Rockefeller: Remmy plus âgée
- 2023 : Wonderwell de Vlad Marsavin : Savannah
- 2024 : La Malédiction : L'Origine (The First Omen) d'Arkasha Stevenson : Margaret
- A venir : Cliffhanger de Jaume Collet-Serra

### Télévision

#### Séries télévisées
- 2014 : Les Enquêtes de Morse : Bunty Glossop (saison 2, épisode Nocturne)
- 2015–2016 : Game of Thrones, saisons 5 et 6 : Myrcella Baratheon (saison 5 et 6, 6 épisodes)
- 2019 : Too Old to Die Young : Janey Carter (6 épisodes)
- 2019–2023: Servant, saisons 1 à 4 : Leanne Grayson (saison 1 à 4, 30 épisodes)

#### Téléfilms
- 2012 : Mr Stink (film) (en) de Declan Lowney : Chloe Crumb

### Clip
- 2021 : The Sky Cries de Saleka (en), réalisé par M. Night Shyamalan : Leanne Grayson

## Discographie

### Avec le groupe Your Parents
Singles
- 2021 : Ghost (compositeurs : Dylan Woosey, Joe Nolan, Nell Tiger Free)
- 2021 : Versions of Evil (compositeurs : Dylan Woosey, Joe Nolan, Nell Tiger Free)

### En tant qu'artiste solo
Single
- 2024 : Do I Just Keep Making Things Worse?

EP
- 2025 : Worst Day Of Her Life (so far)

## Distinctions
- 2022 : nomination aux Saturn Awards pour le trophée de la meilleure actrice dans un second rôle d'un programme en streaming, pour son rôle dans Servant
- 2024 : nomination aux Fangoria Chainsaw Awards pour le trophée de la meilleure performance dans un rôle principal, pour son rôle dans La Malédiction : L'Origine